# Апаресидо да Силва, Данило
Дани́ло Апареси́до да Си́лва (порт.-браз. Danilo Aparecido da Silva; 24 ноября 1986, Кампинас, Сан-Паулу, Бразилия) — бразильский футболист, правый защитник.

## Карьера
Путь к профессиональному футболу начинался для Данило в частном спортивном центре «Gol de Placa», который не принадлежал ни одному клубу. Научился азам игры и поиграл недолго за местный клуб «Жинасио Пиньяленсе».

### «МетроСтарз» («Нью-Йорк Ред Буллз»)
В 19-летнем возрасте был вынужден принять для себя непростое решение — юноша подался в США, подписав контракт с нью-йоркским «Метростарзом» (ныне — «Нью-Йорк Ред Буллз»). Закрепиться в MLS ему помешала травма, из-за которой Данило провёл за «красных быков» всего лишь 5 игр. Именно это и стало поводом для его досрочного возвращения домой в Бразилию.

### «Гуарни»
В «Гуарани», который выступал в сезоне 2006/07 в бразильской Серии B, Данило получил шанс проявить себя на позиции правого защитника. Команда смогла сохранить прописку в первой лиге, что, тем не менее, не помешало боссам клуба отправить Силву в 2007 году в аренду в именитый «Сан-Паулу».

### Аренда в «Сан-Паулу»
Приглашался он как футболист, способный подменять кого-то из основных игроков, если те получат травму или дисквалификацию. Но защита в том году играла стабильно, в результате чего Данило провёл лишь три матча за «трехцветных» в чемпионском для них сезоне. Несмотря на это, после завершения срока аренды, руководство «Сан-Паулу» выразило желание оставить футболиста в своей команде.

### «Интернасьонал»
Однако переговоры не завершились успехом, и Силва стал игроком «Интернасьонала», который вовремя сделал предложение. После подписания контракта тренеры «интеристов» не сразу стали подпускать его к основному составу, решив, что ему не хватает атлетизма. Поскольку Данило с детства был высоким и худощавым, пришлось этот «недостаток» усердно исправлять. Каждый день после тренировок он много времени занимался в тренажерном зале, благодаря чему ему удалось набрать как массу тела, так и мышечную массу.
За два года, проведенных в клубе из Порту-Алегри, Силва сыграл в 48 матчах и забил два мяча. А также стал обладателем Кубка Либертадорес, сыграв за «Интернасьонал» буквально перед самым переездом в киевское «Динамо» один матч на групповой стадии турнира, который стал в итоге триумфальным для его бывшей команды.

### «Динамо» (Киев)
Данило Силва подписал контракт с киевским «Динамо» 28 февраля 2010 года, и уже 6 марта дебютировал в матче чемпионата Украины против «Ильичевца», который завершился со счетом 1:1.

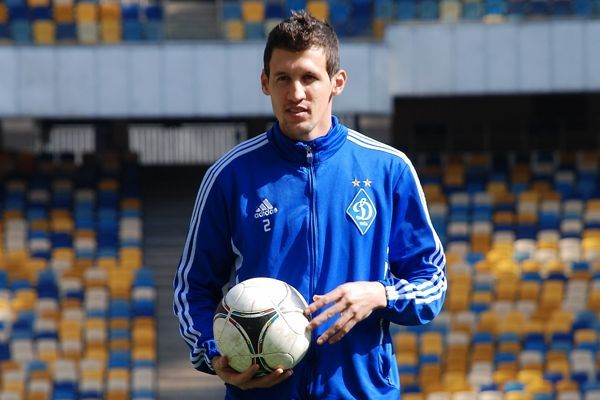
Силва в составе киевского «Динамо»

С тех пор правый фланг защиты киевской команды надежно закреплен за ним. Во второй половине сезона 2010/11 бразилец провёл в Премьер-лиге 13 матчей и даже отличился 1 мая результативным ударом в домашней игре с «Закарпатьем» (2:0), забив с паса Милоша Нинковича.
5 июля 2011 года вышел в основном составе на матч Суперкубка Украины 2011 и помог команде выиграть трофей. Тогда киевляне победили донецкий «Шахтер» со счетом 3:1.
17 мая 2015 года, победив в матче 24-го тура чемпионата днепропетровский «Днепр», «Динамо» в 27-й раз стал победителем национального чемпионата (в 14-й раз за годы украинской независимости). Благодаря этому бразильский защитник «бело-синих» стал обладателем всех внутренних трофеев. В его коллекции бронза (2013), серебро (2010, 2011, 2012) и золото первенства Украины (2015), Кубок Украины (2014) и Суперкубок Украины (2011). Это позволило ему стать первым легионером киевского «Динамо», которому покорились все эти регалии.
28 марта 2017 года официальный сайт «Динамо» сообщил, что Силва покинул киевский клуб и на правах свободного агента возвращается в Бразилию.

### Возвращение в «Интернасьонал»
5 апреля 2017 официально вернулся в «Интернасьонал» подписав контракт до 31 марта 2020 года. В сезоне 2017 помог своему клубу занять второй место в Серии В и, как следствие, вернуться в «элиту».

### «Лос-Анджелес»
3 августа 2018 года отправился в пятимесячную аренду в футбольный клуб «Лос-Анджелес», таким образом вернувшись в MLS через 13 лет.
16 января 2019 года «Лос-Анджелес» подписал постоянный контракт с Силвой.
23 сентября 2020 года Данило Силва объявил о завершении футбольной карьеры.

## Статистика
| Клуб             | Сезон            | Чемпионат | Чемпионат | Чемпионат | Кубок | Кубок | Кубок | Континент. | Континент. | Континент. | Всего | Всего | Всего |
| Клуб             | Сезон            | Игры      | Голы      | Пасы      | Игры  | Голы  | Пасы  | Игры       | Голы       | Пасы       | Игры  | Голы  | Пасы  |
| ---------------- | ---------------- | --------- | --------- | --------- | ----- | ----- | ----- | ---------- | ---------- | ---------- | ----- | ----- | ----- |
| Метростарз       | 2005             | 5         | 0         | 0         | 0     | 0     | 0     | 0          | 0          | 0          | 5     | 0     | 0     |
| Всего            | Всего            | 5         | 0         | 0         | 0     | 0     | 0     | 0          | 0          | 0          | 5     | 0     | 0     |
| Гуарани          | 2006/07          | 3         | 0         | 0         | 0     | 0     | 0     | 0          | 0          | 0          | 3     | 0     | 0     |
| Всего            | Всего            | 3         | 0         | 0         | 0     | 0     | 0     | 0          | 0          | 0          | 3     | 0     | 0     |
| → Сан-Паулу      | 2007/08          | 3         | 0         | 0         | 0     | 0     | 0     | 0          | 0          | 0          | 3     | 0     | 0     |
| Всего            | Всего            | 3         | 0         | 0         | 0     | 0     | 0     | 0          | 0          | 0          | 3     | 0     | 0     |
| Интернасьонал    | 2008/09          | 24        | 1         | 2         | 0     | 0     | 0     | 4          | 0          | 0          | 28    | 1     | 2     |
| Интернасьонал    | 2009/10          | 13        | 1         | 1         | 0     | 0     | 0     | 1          | 0          | 0          | 14    | 1     | 1     |
| Всего            | Всего            | 37        | 2         | 3         | 0     | 0     | 0     | 5          | 0          | 0          | 42    | 2     | 3     |
| Динамо (Киев)    | 2010/11          | 25        | 1         | 3         | 4     | 0     | 0     | 12         | 0          | 0          | 41    | 1     | 3     |
| Динамо (Киев)    | 2011/12          | 27        | 0         | 0         | 2     | 0     | 0     | 9          | 0          | 0          | 38    | 0     | 0     |
| Динамо (Киев)    | 2012/13          | 21        | 0         | 2         | 0     | 0     | 0     | 7          | 0          | 0          | 28    | 0     | 2     |
| Динамо (Киев)    | 2013/14          | 21        | 0         | 2         | 5     | 0     | 0     | 6          | 0          | 2          | 32    | 0     | 4     |
| Динамо (Киев)    | 2014/15          | 25        | 0         | 8         | 4     | 0     | 0     | 10         | 0          | 1          | 39    | 0     | 9     |
| Динамо (Киев)    | 2015/16          | 17        | 1         | 0         | 3     | 0     | 0     | 6          | 0          | 0          | 26    | 1     | 0     |
| Динамо (Киев)    | 2016/17          | 5         | 0         | 0         | 0     | 0     | 0     | 1          | 0          | 0          | 6     | 0     | 0     |
| Всего            | Всего            | 141       | 2         | 15        | 18    | 0     | 0     | 51         | 0          | 3          | 210   | 2     | 18    |
| Интернасьонал    | 2017             | 18        | 0         | 0         | 1     | 0     | 0     | 0          | 0          | 0          | 19    | 0     | 0     |
| Интернасьонал    | 2018             | 5         | 2         | 0         | 0     | 0     | 0     | 0          | 0          | 0          | 5     | 2     | 0     |
| Всего            | Всего            | 23        | 2         | 0         | 1     | 0     | 0     | 0          | 0          | 0          | 24    | 2     | 0     |
| Лос-Анджелес     | 2018             | 10+1      | 0+1       | 0         | 0     | 0     | 0     | 0          | 0          | 0          | 11    | 1     | 0     |
| Лос-Анджелес     | 2019             | 5         | 0         | 0         | 2     | 0     | 0     | 0          | 0          | 0          | 7     | 0     | 0     |
| Лос-Анджелес     | 2020             | 1         | 0         | 0         | 0     | 0     | 0     | 0          | 0          | 0          | 1     | 0     | 0     |
| Всего            | Всего            | 17        | 1         | 0         | 2     | 0     | 0     | 0          | 0          | 0          | 19    | 1     | 0     |
| Итого за карьеру | Итого за карьеру | 229       | 7         | 18        | 21    | 0     | 0     | 56         | 0          | 3          | 306   | 7     | 21    |

Источник: Soccerway (англ.)

## Достижения
«Сан-Паулу»
- Чемпион Бразилии (1): 2007
- Итого: 1 трофей

 «Интернасьонал»
- Чемпион штата Гаушу (1): 2009
- Обладатель Кубка банка Суруга (1): 2009
- Обладатель Кубка Либертадорес (1): 2010
- Серебряный призёр Серии В (1): 2017
- Итого: 3 трофея

 «Динамо» (Киев)
- Чемпион Украины (2): 2014/15, 2015/16
- Вице-чемпион Украины (3): 2010/11, 2011/12, 2016/17
- Бронзовый призёр чемпионата Украины (1): 2012/13
- Обладатель Кубка Украины (2): 2013/14, 2014/15
- Финалист Кубка Украины (1): 2010/11
- Обладатель Суперкубка Украины (1): 2011
- Итого: 5 трофеев

 «Лос-Анджелес»
- Победитель регулярного чемпионата MLS (1): 2019
- Итого: 1 трофей